# Elecciones presidenciales de Estados Unidos de 1832
Las elecciones presidenciales de los Estados Unidos de 1832 tuvieron lugar entre el viernes 2 de noviembre y el miércoles 5 de diciembredel mencionado año, siendo la duodécima elección presidencial cuadrienal desde la independencia del país, y segunda del Segundo Sistema de Partidos. El Colegio Electoral a cargo de elegir al presidente y vicepresidente estaba entonces compuesto por 286 miembros, necesitándose el voto de 144 electores para ganar las elecciones.
En estas elecciones los tres principales partidos por entonces contendientes en el país (el gobernante Partido Demócrata, y los opositores Partido Nacional-Republicano, y Partido Antimasónico) realizaron Convenciones Nacionales para elegir a sus candidatos, sistema utilizado hasta la actualidad que dejó atrás el antiguo sistema de caucus entre los congresistas de cada partido. La Convención Nacional Demócrata de 1932 nominó unánimemente al presidente Andrew Jackson para un segundo mandato, pero reemplazó al vicepresidente, John C. Calhoun, del Partido Nulificador (que ya estaba cumpliendo su segundo mandato), por el demócrata Martin Van Buren. La Convención del Partido Nacional-Republicano, por su parte, nominó a Henry Clay, ex Secretario de Estado durante la presidencia de John Quincy Adams y principal artífice de su elección en 1824, como su candidato. Los antimasónicos, que constituyeron el primer tercer partido importante en la historia de los Estados Unidos, nominaron a William Wirt.
Jackson tuvo que hacer frente a fuertes críticas por sus acciones en la Guerra del Banco, pero siguió siendo popular entre el público en general, y obtuvo una abrumadora reelección con un holgado 54.23% del voto popular y una arrolladora mayoría de 219 electores sobre 286, venciendo en la mayoría de los estados fuera de la región de Nueva Inglaterra. Clay obtuvo el 37.42% de las preferencias populares y 49 electores, porcentual y absolutamente menos de lo logrado por Adams en 1828. Wirt quedó en último lugar con el 7.78% y los 7 electores del estado de Vermont, único donde logró imponerse. A modo de protesta por la llamada "crisis de anulación", la legislatura de Carolina del Sur, bajo control demócrata y siendo el único estado que no elegía a sus electores por alguna forma de voto popular, otorgó sus 11 votos a John Floyd, gobernador de Virginia del Partido Nulificador que no había hecho una campaña activa por la presidencia, siendo más bien una forma de protesta. La participación, aunque decayó ligeramente, volvió a superar la mitad de los ciudadanos con posibilidad de votar, con un 55.40% del electorado emitiendo sufragio.
Después de las elecciones, los miembros del Partido Nacional-Republicano y del Partido Antimasónico se unificaron y fundaron el Partido Whig, que se convirtió en el principal oponente de los demócratas durante las siguientes dos décadas. Clay ganó el voto popular en Maryland por tan solo 4 votos, la victoria más exigua jamás lograda en cualquier estado por un candidato (porcentualmente el republicano George W. Bush ganó en Florida en 2000 por un margen relativamente menor, pero el número absoluto de votos era más alto).

## Candidaturas
Con la desaparición del comité de nominaciones del Congreso en las elecciones de 1824, el sistema político se quedó sin un método institucional a nivel nacional para determinar las nominaciones presidenciales. Por esta razón, los candidatos de 1832 fueron elegidos por convenciones nacionales. La primera convención nacional fue celebrada por el Partido Antimasónico en Baltimore, Maryland, en septiembre de 1831, más de un año antes de la elección. El Partido Nacional-Republicano y el Partido Demócrata pronto los imitaron, celebrando también convenciones en Baltimore, que seguiría siendo un lugar privilegiado para las convenciones políticas nacionales para décadas.

### Partido Demócrata
|                                              |                                  |
| Candidatura del Partido Demócrata de 1832    |                                  |
| Andrew Jackson                               | Martin Van Buren                 |
| para presidente                              | para vicepresidente              |
|                                              |                                  |
| Presidente de los Estados Unidos (1829-1833) | Secretario de Estado (1829-1831) |

El presidente Jackson y el vicepresidente John C. Calhoun tuvieron una relación tensa por varias razones, especialmente una diferencia en las opiniones sobre la crisis de anulación y la participación de Floride, la esposa de Calhoun, en el asunto Eaton, un proceso de exclusión social contra el matrimonio del Secretario de Guerra John H. Eaton y su esposa Peggy debido a su controvertido matrimonio. Como resultado de esto, el Secretario de Estado Martin Van Buren y Eaton renunciaron a su cargo en abril de 1831, y Jackson también solicitó la renuncia de todos los demás miembros del gabinete, excepto uno. Van Buren instigó el procedimiento como un medio para remover a los partidarios de Calhoun del Gabinete. Calhoun agravió aún más al presidente en el verano de 1831 cuando emitió su "Carta de Fort Hill", en la que describió las bases constitucionales de la capacidad de un estado para anular un acto del Congreso.
El golpe final a la relación Jackson-Calhoun se produjo cuando el presidente nominó a Van Buren para servir como Ministro en el Reino Unido y la votación en el Senado terminó en un empate, que Calhoun rompió al votar en contra de la confirmación el 25 de enero de 1832. En el momento de la votación de Calhoun para poner fin a la carrera política de Van Buren, no estaba claro quiénes serían los candidatos de los demócratas en las elecciones de ese año. Jackson ya había sido nominado por varias legislaturas estatales, siguiendo el patrón de 1824 y 1828, pero le preocupaba que los diversos partidos estatales no se unieran en un candidato a la vicepresidencia. Como resultado, el Partido Demócrata siguió el patrón de la oposición y convocó una convención nacional.
La Convención Nacional Demócrata de 1832, la primera del Partido Demócrata, se llevó a cabo en el Athenaeum en Baltimore (el mismo lugar que los dos partidos de oposición) del 21 al 23 de mayo de 1832. Se tomaron varias decisiones en esta convención inicial del partido. El primer día, se designó un comité para proporcionar una lista de delegados de cada estado. Este comité, que luego se denominó Comité de Credenciales, informó que todos los estados estaban representados. Los delegados estuvieron presentes en el Distrito de Columbia, y en la primera votación nominal en la historia de la convención, la convención votó 126-153 para privar al Distrito de Columbia de sus derechos de voto en la convención. El Comité de Reglas dio un breve informe que estableció varias otras costumbres. A cada estado se le asignaron tantos votos como electores presidenciales; varios estados estaban sobrerrepresentados y muchos estaban subrepresentados. En segundo lugar, la votación fue realizada por estados y no por delegados individuales. En tercer lugar, dos tercios de los delegados tendrían que apoyar a un candidato para la nominación, una medida destinada a reducir los conflictos sectoriales. La cuarta regla, que prohibió los discursos de nominación, fue la única que el partido abandonó rápidamente.
No se realizó una votación nominal para nominar a Jackson para un segundo mandato. En cambio, la convención aprobó una resolución que establece que "coincidimos cordialmente en las nominaciones repetidas que ha recibido en varias partes de la Unión". Martin Van Buren fue nominado para vicepresidente en la primera votación, recibiendo 208 votos a favor, contra 49 de Philip Pendleton Barbour y 26 en favor de Richard Mentor Johnson. Posteriormente, la convención aprobó un discurso a la nación y se aplazó. Un sector disidente, favorable a Barbour, celebró una segunda Convención Nacional Demócrata en junio de 1832 en Staunton, Virginia. Jackson fue nominado para presidente y Philip P. Barbour fue nominado para vicepresidente. Aunque Barbour se retiró, el boleto apareció en la boleta electoral en cinco estados: Alabama, Georgia, Misisipi, Carolina del Norte y Virginia.
|  | 100.00 % |

|  | 73.50 % |

|  | 17.31 % |

|  | 9.19 % |

### Partido Nacional-Republicano
| Candidatura del Partido Nacional-Republicano de 1832 | Candidatura del Partido Nacional-Republicano de 1832       |
| Henry Clay                                           | John Sergeant                                              |
| ---------------------------------------------------- | ---------------------------------------------------------- |
| para presidente                                      | para vicepresidente                                        |
|                                                      |                                                            |
| Secretario de Estado (1825–1829)                     | Representante del 12.º Distrito de Pensilvania (1827–1829) |

Poco después de que el Partido Antimasónico celebrara su convención nacional, los partidarios de Henry Clay convocaron una convención nacional del Partido Republicano Nacional. Dieciocho de los veinticuatro estados enviaron delegaciones a la convención, que se convocó el 12 de diciembre de 1831. Cuatro de los seis estados que no enviaron ningún delegado eran del Sur Profundo. El cuarto día de la convención, se realizó la votación nominal para presidente. El presidente de la convención llamó el nombre de cada delegado, quien dio su voto oralmente. Clay recibió 155 votos, y el delegado Frederick H. Shuman de Carolina del Norte se abstuvo porque creía que Clay no podía ganar y debería esperar hasta 1836. Cuando llegaron delegados adicionales, se les permitió emitir sus votos para Clay, y al final del Convención tenía 167 votos contra una abstención. Se usó un procedimiento similar para la votación vicepresidencial. El excongresista John Sergeant de Pensilvania fue nominado con 64 votos a favor y seis abstenciones. Sergeant, un destacado abogado de Filadelfia con conexiones con el Segundo Banco de los Estados Unidos y una reputación como oponente de la esclavitud, proporcionó el boleto con equilibrio geográfico.
Después de las nominaciones, la convención designó un comité para visitar a Charles Carroll de Carrolton, el último firmante sobreviviente de la Declaración de Independencia, y luego adoptó un discurso a los ciudadanos de la nación.
|  | 99.36 % |

|  | 91.43 % |

|  | 0.64 % |

|  | 8.57 % |

### Partido Antimasónico
| Candidatura del Partido Antimasónico de 1832 |                                               |
| William Wirt                                 | Amos Ellmaker                                 |
| para presidente                              | para vicepresidente                           |
|                                              |                                               |
| Procurador general (1817-1829)               | Procurador general de Pensilvania (1816-1819) |

El Partido Antimasónico celebró la primera Convención Nacional de nominaciones en la historia de Estados Unidos. 111 delegados de trece estados (todos de estados libres, excepto Maryland y Delaware) se reunieron en el Ateneo de Baltimore del 26 de septiembre de 1831 al 28 de septiembre de 1831. Varios políticos prominentes fueron considerados para la nominación presidencial. Richard Rush habría sido el nominado, pero rechazó la oferta, acción que el expresidente John Quincy Adams nunca le perdonaría, junto con su inclinación leve por Andrew Jackson. Adams estaba dispuesto a postularse como candidato antimasónico, pero los líderes del partido no querían arriesgarse a presentar a alguien tan impopular.
Los delegados se reunieron a puerta cerrada durante varios días antes de la inauguración oficial de la convención, en la cual se tomaron algunas decisiones iniciales. Se realizaron varias votaciones no oficiales y una sola oficial, en la que William Wirt derrotó a Rush y John McLean, obteniendo la nominación. Irónicamente, Wirt era masón y no demostró querer ocultarlo, incluso llegó a defender a la Orden en un discurso antes de la convención que lo nominó. Wirt esperaba un respaldo de los republicanos nacionales. Cuando el Partido Republicano Nacional nominó a Henry Clay, la posición de Wirt después de su convención se volvió incómoda. No se retiró, a pesar de que no tenía posibilidades de ser elegido.
La convención se organizó el 26 de septiembre y escuchó los informes de sus comités el 27. El 28 realizó la votación oficial para la candidatura presidencial y vicepresidencial. Durante la votación, se llamó el nombre de cada delegado, después de lo cual ese delegado colocó una boleta por escrito en una casilla especial. Wirt fue nominado para presidente con 108 votos contra uno para Richard Rush y dos abstenciones. Amos Ellmaker fue nominado para vicepresidente con 108 votos a uno para John C. Spencer (presidente de la convención) y dos abstenciones.
|  | 97.30 % |

|  | 98.18 % |

|  | 0.90 % |

|  | 0.91 % |

|  | 1.80 % |

|  | 0.91 % |

### Partido Anulador
Si bien la legislatura estatal de Carolina del Sur permaneció nominalmente bajo control demócrata, se negó a apoyar la reelección de Jackson debido a la «crisis de anulación» en curso, y en su lugar optó por respaldar una candidatura propuesta por el Partido Anulador dirigido por el vicepresidente saliente John C. Calhoun. Los anuladores estaban formados por exmiembros del Partido Demócrata-Republicano que habían apoyado en gran medida a Jackson en las elecciones anteriores, pero eran defensores incondicionales de los derechos de los estados, algo que finalmente los hizo repudiar a Jackson durante su primer mandato. Sin embargo, el propio Calhoun se negó a encabezar la boleta anuladora, y en su lugar nominó al gobernador de Virginia John Floyd, que también se había opuesto a las posturas de Jackson sobre el tema de los derechos de los estados. El comerciante y economista Henry Lee fue nominado como compañero de fórmula de Floyd. En última instancia, la candidatura de Floyd fue poco más que una protesta contra Jackson, ya que su boleta no disputó ningún estado fuera de Carolina del Sur. Sin embargo, recibió todos los votos electorales del estado, el único donde los electores no eran elegidos por voto popular.

## Campaña

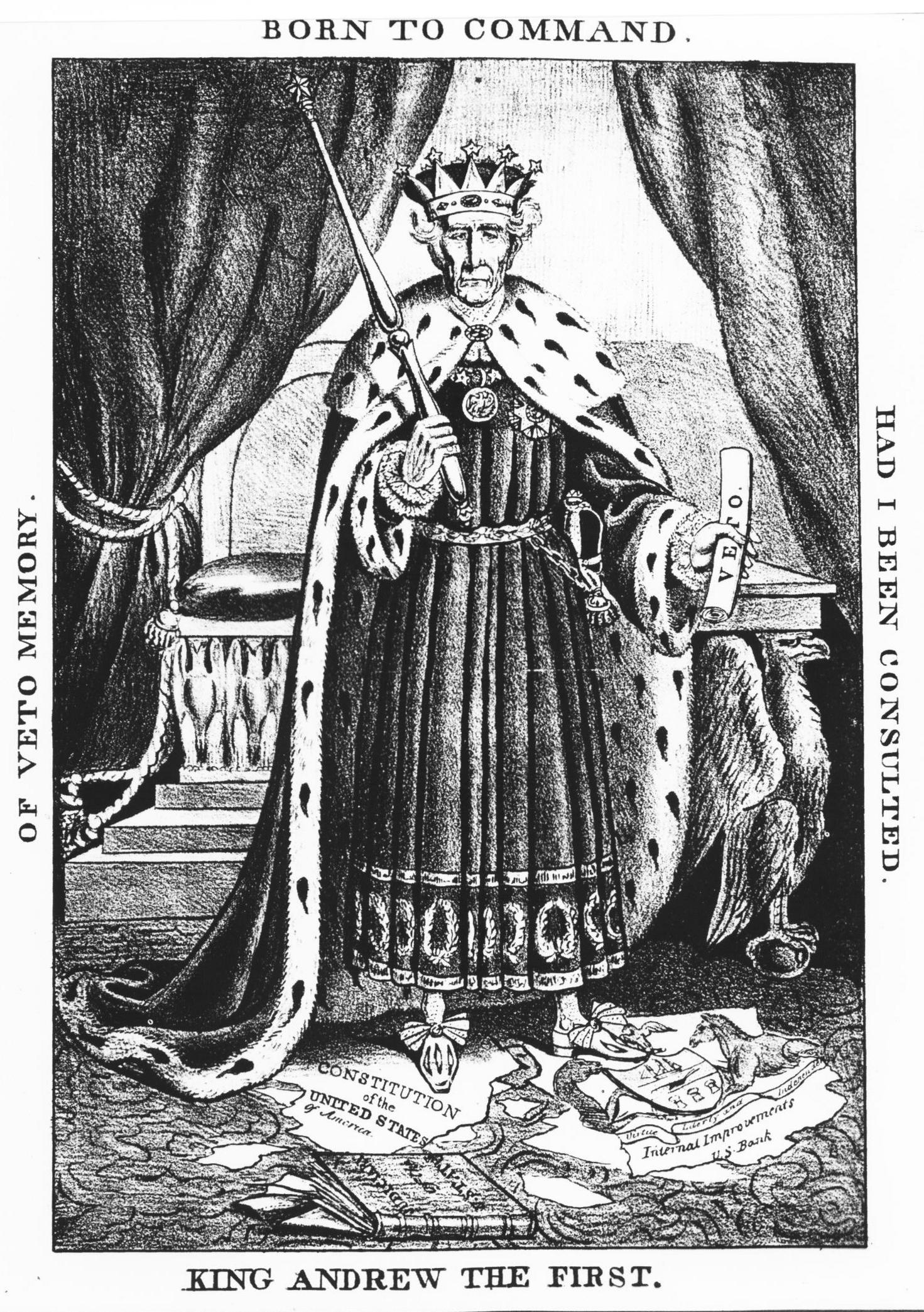
La campaña de la oposición (tanto nacionales-republicanos como antimasónicos) se centró mayormente en comparar a Andrew con un monarca absoluto por su profusa utilización del veto presidencial. En la imagen, Jackson es caracterizado como Rey Andrew Primero y se encuentra de pie sobre la Constitución, el poder judicial y el banco nacional de los Estados Unidos.

La campaña electoral giró en torno al Segundo Banco de los Estados Unidos. Jackson, a quien no le gustaban los bancos y el papel moneda en general, vetó la renovación de los estatutos del Banco y retiró los depósitos federales del banco. Clay esperaba dividir a los partidarios de Jackson y ganarse el favor en Pensilvania, la sede del banco, atacando a Jackson. Sus partidarios criticaron el uso de Jackson del poder de veto presidencial, retratándolo como el "Rey Andrew Primero" (King Andrew the First). Sin embargo, la campaña de Clay se descarriló, a pesar de las inversiones recibidas por parte del banco, luego de que Jackson contraatacara las agresiones mediáticas centrando su discurso en convencer a la población común de que estaba defendiéndola de una élite poderosa y privilegiada. Los eventos proselitistas del Partido Demócrata, en especial aquellos en los que Jackson participó, estuvieron marcados por una presencia popular masiva, y triunfaría por abrumador margen incluso en Pensilvania.

## Resultados

### Elección general
La popularidad de Jackson entre el público estadounidense y la vitalidad del movimiento político con el que estaba asociado se confirma por el hecho de que ningún presidente pudo volver a obtener la mayoría del voto popular en dos elecciones consecutivas hasta Ulysses S. Grant en 1872. A pesar de su logro, Jackson fue el segundo de solo cinco presidentes en ganar la reelección con un porcentaje menor del voto popular que en las elecciones anteriores. Los otros cuatro son James Madison en 1812, Grover Cleveland en 1892, Franklin D. Roosevelt en 1940 y 1944, y Barack Obama en 2012.
Después de las elecciones y la derrota de Clay, se formaría una coalición anti-Jackson entre los nacionales-republicanos, anti-masones, jacksonianos descontentos y pequeños restos del Partido Federalista. A corto plazo, se fundó el Partido Whig, primera oposición importante a los demócratas. Esta fue la última elección en la que los demócratas ganaron en Tennessee hasta 1856, la última en la que los demócratas ganaron en Nueva Jersey hasta 1852, la última en la que los demócratas ganaron Ohio hasta 1848, y la última en la que los demócratas ganaron en Indiana y Georgia hasta 1844. Esta fue también la única elección en la que Kentucky votó por los nacionales-republicanos.
|  | 54.23 % |

|  | 76.57 % |

|  | 37.42 % |

|  | 17.13 % |

|  | 7.78 % |

|  | 2.45 % |

|  | 3.85 % |

|  | 0.57 % |

### Voto electoral
|  | 76.57 % |

|  | 17.13 % |

|  | 3.85 % |

|  | 2.45 % |

Para vicepresidente:
|  | 66.08 % |

|  | 17.13 % |

|  | 10.49 % |

|  | 3.85 % |

|  | 2.45 % |